# 东方古柯
东方古柯（学名：Erythroxylum sinense），为古柯科古柯属下的一个种。